# Park Zdrojowy im. hrabiego Witolda Skórzewskiego w Konstancinie-Jeziornie
Park Zdrojowy im. hr. Witolda Skórzewskiego w Konstancinie-Jeziornie – park zlokalizowany w Konstancinie-Jeziornie, w powiecie piaseczyńskim, w woj. mazowieckim.

## Historia
Park powstał na przełomie XIX i XX wieku, urządzono go w stylu angielskim i należał do pierwotnego planu zagospodarowania letniska Konstancin jako "park zakładowy" wraz z drugim parkiem na terenie obecnego osiedla Grapa.
W 2009 roku uchwałą Rady Miejskiej Konstancina-Jeziorny nadano mu imię hr. Witolda Skórzewskiego, na cześć założyciela letniska Konstancin.
W latach 2010–2012 miała miejsce rewitalizacja parku. Dokonano regulacji drzewostanu, oczyszczenia brzegów rzek Jeziorki i Małej, wymiany ciągów pieszych oraz wybudowano system pomostów na podmokłym terenie na wschodnim skraju parku.
W ramach rewitalizacji przebudowano nie tylko Aleję Główną w parku, ale także ul. Sienkiewicza, tworząc Trakt Spacerowy im. H. Sienkiewicza, biegnący w osi Alei Głównej aż do ul. Sobieskiego.
Wybudowano także dwa nowe place zabaw (przy ul. Matejki i przy ul. Sienkiewicza), oraz wybudowano od nowa plac zabaw przy restauracji Zdrojowa.

## Infrastruktura
Od 1900 do 1952 roku do parku dojeżdżały pociągi kolejki wilanowskiej kursujące z Placu Unii Lubelskiej w Warszawie. Przystanek kolejowy Konstancin znajdował się w miejscu obecnego Centrum Hydroterapii "Eva Park&Spa". Należący do niego budynek dworca zaprojektował Józef Pius Dziekoński.
Przy głównej alei znajduje się tężnia solankowa wzniesiona w latach 1974–1979 (40 m długości i 6 m wysokości). Na jej wewnętrznym placu zlokalizowany jest grzybek inhalatora, z którego wydobywa się mgła solankowa. Wstęp do tężni jest płatny, czynna jest cały rok (zimą tylko w weekendy).
Pod koniec 2014 roku wyburzono stojące naprzeciw tężni budynki uzdrowiska "Przy Źródle" i wybudowano w tym miejscu nowoczesne Centrum Hydroterapii, którego otwarcie odbyło się w połowie 2016 roku.
Przy głównej alei parku przed wojną postawiono w parku głaz z ku czci założyciela Konstancina – Witolda hr. Skórzewskiego (1937), zaś w 1997 – kolumnę na pamiątkę 100-lecia założenia letniska.
Na skrzyżowaniu ulic Piotra Skargi i Źródlanej zlokalizowana jest Kawiarnia Beza. Przy ul. Źródlanej znajduje się budynek Hotelu Konstancja.

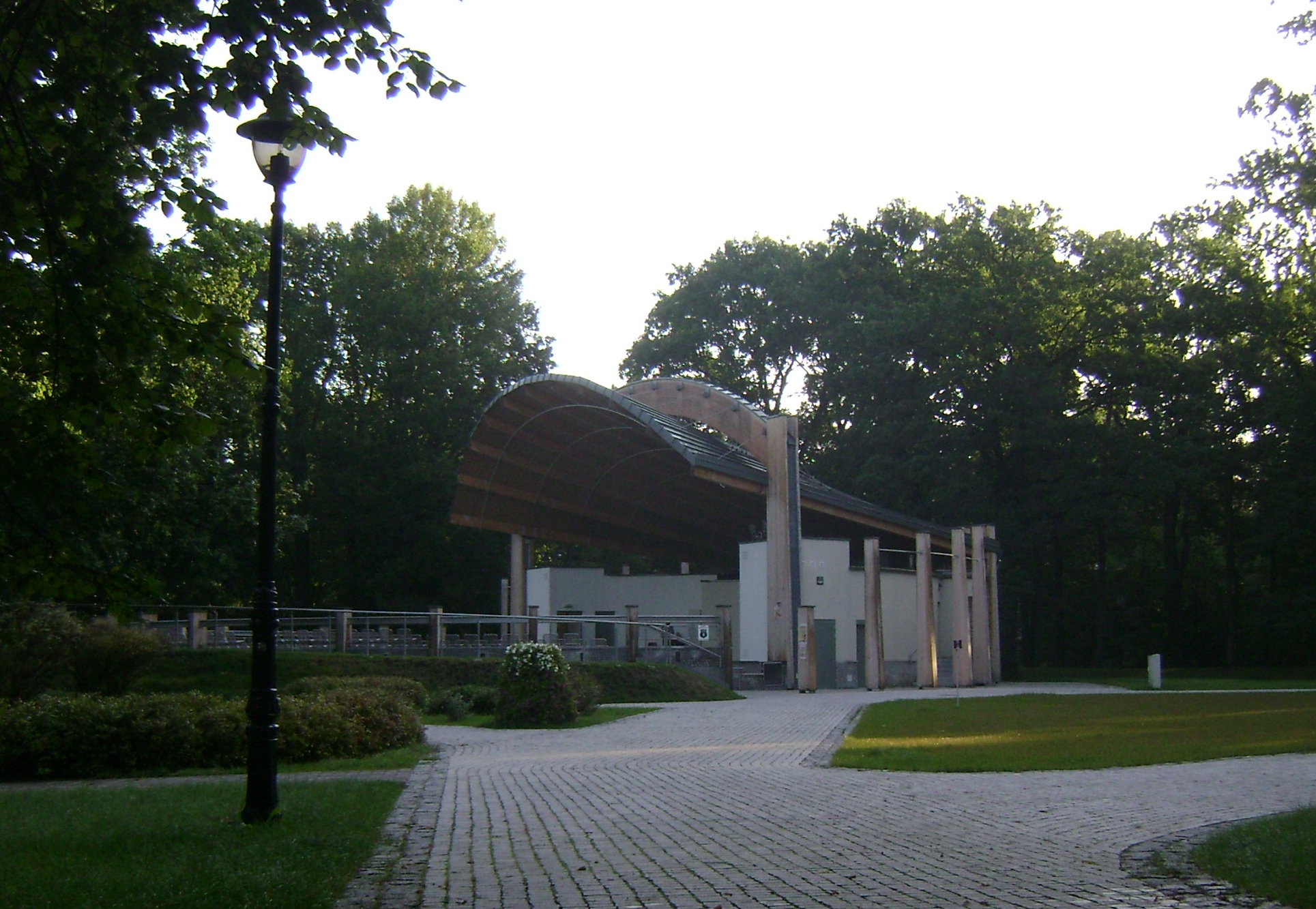
Amfiteatr w Parku Zdrojowym

Między aleją główną a ul. Matejki w pierwszej dekadzie XXI wieku wybudowany został amfiteatr. Na jego tyłach do lat 60. XX wieku znajdowało się drewniane kasyno. Powstało w 1899 r. według projektu Józefa Piusa Dziekońskiego.
Na terenie Parku znajduje się stacja Konstancińskiego Roweru Miejskiego, przy skrzyżowaniu alei Sienkiewicza z ulicą Sobieskiego. Oprócz zwykłych rowerów dla dorosłych są tam również małe rowery dla dzieci.
W 2017 roku park powiększono o alejki biegnące wzdłuż Jeziorki do Grapy po wale przeciwpowodziowym oraz po dawnej grobli kolejki wilanowskiej, wzdłuż której posadzono sto dębów na pamiątkę stulecia uzdrowiska, tworząc żywą "Aleję Pomnik". Utworzono również "Bulwar imienia prof. Jana Haftka" w miejscu części ulicy Mostowej.